# Réth Alfréd
Réth Alfréd, született Róth Alfréd (Budapest, 1884. február 29. – Párizs, 1966. szeptember) Franciaországban alkotó magyar festő, az avantgárd művészet fontos képviselője, az École de Paris művészcsoport tagja.

## Élete, munkássága
Réth Alfréd családja nyolc gyermeket nevelt, nehéz anyagi körülmények között. Apja Róth Mór (Márk) felsővadászi születésű orvos, anyja Weiner Berta (Betti) volt. Iskolái elvégzése után apja kívánságára banktisztviselőnek állt. Már gyermekkorában megismerkedett Farkas Istvánnal és Mednyánszky Lászlóval, és az utóbbi javaslatára a festéssel kezdett foglalkozni. Eleinte Mednyánszky a műtermében tanította a fiatalembert, de az őt érdeklő buddhizmussal és a keleti művészetekkel is megismertette. A festészet alapjainak elsajátítása után, 1903-ban a nagybányai festőkhöz csatlakozott, több éven át visszajárt a művésztelepre a csoport festői között dolgozni, majd 1904-ben Ferenczy Károly irányításával festett.
1905-ben Egry Józseffel Párizsba utazott, és innen már sohasem tért haza (eltekintve a rövid családlátogatásoktól). A francia fővárosban J. E. Blanche műtermében dolgozott a Montmartre-on. Első alkotásai Cézanne utolsó korszakának hatását tükrözik (Fürdőzők, Aktok és lovak). Megismerkedett az orientalista Jean Buchot-val, akinél felelevenedtek a Mednyánszkynál hallottak, és a hindu művészet a későbbiekben komoly befolyással volt művészi fejlődésére. Itt kell szólnunk arról a párhuzamról, ami szerint a klasszikus kubizmus kialakulására a néger művészet volt hatással. 
1909-ben Varengeville-ben festett, és elméleti jellegű megfigyeléseket is végzett: megállapította, hogy a festett témákon az egyenes vonalak vannak túlsúlyban, mégpedig 7:1 arányban. Ábrázolásaiban ezt alkalmazta is: művein minden hét vonalra jutott egy görbe vonal. Először 1910-ben, az Őszi Szalonon állított ki, majd a következő években sikerrel szerepelt a Salon de Indépendants-on, a kubisták, Picabia, Léger, Kupka, Gris, Duchamp és mások között. Elismert kubista festő lett, amit az is bizonyít, hogy 1913-ban Herwarth Walden kezdeményezésére a berlini Der Sturm rendezett nagy kiállítást műveiből (több mint 80 képpel), Párizsban pedig Berthe Weill galériájában volt önálló kiállítása. Ebben az évben Budapesten is kiállított, a Művészházban 36 képét láthatták az érdeklődők. Stílusára egy sajátos kubizmus volt a jellemző, a valóság geometriai megjelenítése mellett a síkok viszonylataival foglalkozott. Nagyméretű, kigöngyölhető képeket (is) készített, volt például hat méter hosszú rajza (Lugné-Poe számára készítette 1914-ben), aminek rajzolata a Szajna folyására emlékeztetett.
Az első világháború idején, mint külföldit, internálták, és a normandiai táborban öt évig nem volt lehetősége a festésre, így kikerült a művészeti élet körforgásából. A háború után nehéz helyzetbe került, újra kellett teremteni művészetét, stílusát. A kubista társaság már nem létezett, ezért tagja lett az École de Paris művészcsoportnak (érdekes, hogy tagjai nagyrészt Párizsban élő külföldi művészek voltak). 1922-ben a Belvedere Szalonban, majd 1930-ban a Nemzeti Szalonban volt kiállítása Budapesten. Képein megjelent az absztrakcióra való törekvés, de akkoriban még nem festett tisztán absztrakt képeket (Téren, 1925).
1932-ben csatlakozott az Abstraction-Création csoporthoz. Alkotásain idegen anyagokat használt (erre irányuló kísérletei már korábban is voltak): kavicsot, szenet, tojáshéjat nyomkodott a festékbe, de hamarosan külön is használta őket. 1935 és 1939 között készítette fából és fémből a Formák a térben című sorozatát, sőt hasonló stílusú pannókat is készített. A második világháború idején Chantillyben lakott, majd a háború után, 1946-ban alapítóként csatlakozott a „Réalités Nouvelles” nevű csoporthoz, amely évenkénti kiállításaival az absztrakt művészet összefogását tűzte ki célul. Művészetét tárlatok sorozata mutatta be. 1948-ban a párizsi Léon Degand galériában, majd sorra Lyonban, Stockholmban, Párizsban és Londonban.
1966-ban hunyt el Párizsban. Halála után számos retrospektív kiállítással emlékeztek meg róla. Alkotásait – többek között – a párizsi Georges Pompidou központban és a Modern Művészetek Múzeumában őrzik. Budapesten – nagy adósságként – csak 2003-ban „fedezték fel” újra a Budapest Galériában és a budapesti Francia Intézetben rendezett hatalmas kiállításon.